# L'anima e la carne
L'anima e la carne (Heaven Knows, Mr. Allison) è un film del 1957 diretto da John Huston, tratto dall'omonimo romanzo di Charles Herbert Shaw.

## Trama
Durante la seconda guerra mondiale, su un isolotto del Pacifico, sbarca un marine americano rimasto isolato.
L'unica abitante del luogo è una suora anche lei rimasta sola. Lo sbarco di truppe giapponesi costringerà i due ad una serie drammatica di espedienti, per non essere catturati.
Col passare dei giorni l'americano si innamorerà della suora, forse ricambiato.
Alla fine l'arrivo degli aiuti li dividerà per sempre: il soldato tornerà al suo reparto, la suora proseguirà la sua missione.

## Riconoscimenti
Il film ha ricevuto due candidature ai Premi Oscar 1958, per la migliore sceneggiatura non originale e la miglior attrice protagonista a Deborah Kerr, che è stata candidata anche al Golden Globe per la sua interpretazione.
Ha ricevuto due candidature ai BAFTA Awards, per il miglior film e il miglior attore.